# Стадіон імені Ернандо Сілеса
«Естадіо Олімпіко Ернандо Сілес» (ісп. Estadio Olímpico Hernando Siles) — універсальна спортивна споруда в Ла-Пасі, Болівія,  головна спортивна арена Болівії.
Стадіон побудований та відкритий 1930 року на висоті 3637 м над рівнем моря, що робить його одним з найвищих у світі. Саме особливі природні умови неодноразово відігравали свою роль у результативності матчів, проведених на арені. У 1977 році арена була реконструйована в рамках підготовки до Боліваріанських ігор. 
Арені присвоєно ім'я 31-го президента Болівії Ернандо Сілеса Реєса.
Стадіон є домашньою ареною для цілого ряду ла-паських футбольних клубів та збірної Болівії з футболу. Окрім футбольних матчів, тут проводять змагання з інших видів спорту та культурні заходи регіонального значення.
Арена приймала матчі в рамках Чемпіонату Південної Америки з футболу 1963 року, Кубка Америки з футболу 1979 року, Кубка Америки з футболу 1983 року, Кубка Америки з футболу 1997 року, Боліваріанських ігор 1977 року та інших національних та регіональних спортивних змагань.
У 2007 році на 57-му Конгресі ФІФА було оголошено про заборону проведення футбольних матчів на стадіонах, які розміщені на висоті вище 2 500 м над рівнем моря, що у КОНМЕБОЛ викликало хвилю обурень, яка стосувалася передусім неможливості проведення матчів саме на «Стадіоні Ернандо Сілеса». Все ж таки згодом для «Стадіону Ернандо Сілеса», нібито беручи до уваги його національний статус, як виняток, було дано дозвіл на проведення матчів під егідою ФІФА.